# Tifariti
Tifariti (àrab: تيفاريتي, Tīfārītī; amazic: ⵜⵉⴼⴰⵔⵉⵜⵉ) és una daira a la wilaya de Smara al Sàhara Occidental. Pel que fa al Marroc, l'ha integrat a la província d'Es-Semara, a la regió de Laâyoune-Sakia El Hamra, però actualment està controlada pel Front Polisario i forma part de l'anomenada Zona Lliure; la seva població és al voltant de 3.000 persones. Ha estat de facto capital temporal de la República Àrab Sahrauí Democràtica des que el 2011 el govern s'hi va traslladar des de Bir Lahlu. És la seu de la segona regió militar de la RASD. Està situada a 50 kilòmetres de Smara i a 90 kilòmetres de Tindouf. És en un altiplà desèrtic i pedregós, on comença cap a l'interior l'hamada, amb poca vegetació encara que sota la superfície hi ha algunes bosses naturals d'aigua. A la rodalia hi ha un important jaciment d'art rupestre del Neolític.

## Història

### El Neolític saharià
Pels vessants de la serralada de Lemgasem, a Rekeiz, al nord de Tifariti, es troben roques del Precambrià amb grans lloses de pedra calcària; aquí hi ha, en grutes, centenars de pintures rupestres que alguns arqueòlegs han qualificat com a "neolític saharià" (per les seves característiques pròpies). Amb dissenys policroms, desenes d'escenes de caça i ramaderia de fa uns deu o vuit mil anys, danses d'homes i dones, mans pintades, gravades, decorades amb motius geomètrics, gaseles, girafes, antílops, etc.

### El colonialisme
Durant molts segles la zona va ser disputada entre diferents tribus nòmades per controlar la ruta transahariana. Tifariti no conserva cap construcció permanent fins a les primeres construccions a mitjan segle xx iniciades en aquesta regió per impedir les accions armades de les tropes àrabs. Es va tractar durant aquest temps d'un tipus d'emplaçament estacional pels amazics.
Durant finals del segle xix França era l'imperi colonial dominant a la regió, i és quan inicia Espanya la colonització de la part costanera del Sàhara Occidental. La part interior de la regió de Tifariti no seria controlada fins ben entrat el segle xx. En març de 1912, una expedició francesa sota el comandament del capità Guerard, que intentava unir-se amb les seves tropes del Marroc, és exterminada a la rodalia de Tifariti, a "Gleib Ajchah" rebatejada després com a "Gleib Chuhada" (literalment muntanya de màrtirs).

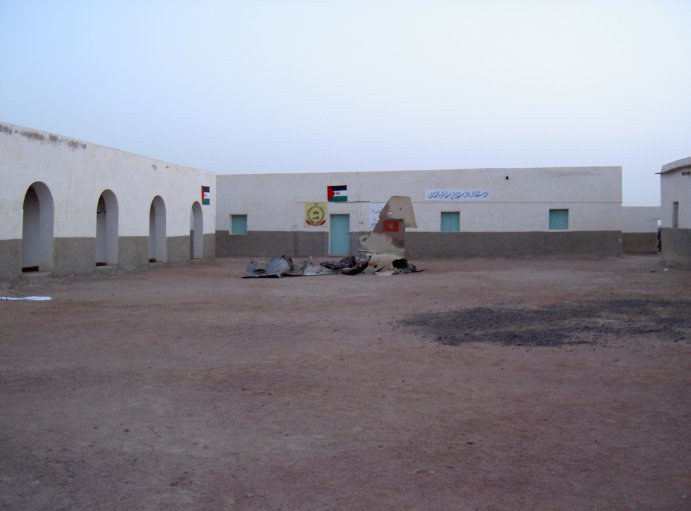
Restes velles d'un avió de caça marroquí derrocat a Tifariti.

En les acaballes de la colonització espanyola, entre altres coses per la forta resistència sahrauí, es va constituir com a base militar de la Legió Espanyola. La ciutat va ser el centre de diversos enfrontaments entre tropes marroquines i del Front Polisario durant la guerra que els va enfrontar entre 1975 i 1991, en els quals va servir de base militar i fortalesa per a ambdues parts en diversos punts de la guerra. La zona, davant les incursions marroquines i finalment amb la Marxa Verda, és entre febrer i març de 1976 una zona de trànsit de milers de sahrauís de les principals ciutats que es refugien al desert del Sahara i a la zona fronterera amb Algèria.
Durant el període d'ocupació del Sahara Occidental per part del Marroc immediatament posterior a la signatura dels Acords de Madrid, va ser un dels punts d'aprovisionament per als refugiats en la seva ruta cap a Tindouf, a Algèria. Les columnes de refugiats hi van ser bombardejades per la Reial Força Aèria Marroquina en 1976, amb entre desenes i centenars de víctimes mortals, depenent de les fonts. En febrer d'aquest mateix any, les unitats blindades de l'Exèrcit marroquí (FAR) prenen Tifariti per tenalla, des de l'est i l'oest davant una petita unitat de combatents sahrauís. Després de dos mesos, la torna a recuperar l'Exèrcit d'Alliberament Popular Sahrauí (ELPS). Les FAR llancen un contraatac a l'estiu següent i recuperen el lloc durant almenys dos anys fins a 1979. Aquest mateix any es llança una ofensiva sahrauí i les FAR sofreixen centenars de baixes i ferits, abandonant el lloc i una certa quantitat d'armament divers.
Durant la dècada de 1980 es va construir el mur marroquí, que transcorria a uns 60 o 80 quilòmetres al nord-oest de Tifariti, i el terreny al voltant de la zona continua estant fortament minat, i manté l'estatus de zona fronterera per a tots dos bàndols actualment.
Entre 1989 i 1991, diverses agències de cooperació internacional van construir hospitals i edificis administratius a Tifariti, preparant la tornada dels refugiats al Sàhara Occidental, per a la realització del referèndum d'autodeterminació recolzat per l'ONU. Aquestes dependències van ser bombardejades i pràcticament destruïdes per l'aviació marroquina en 1991, en l'atac més important que va tenir lloc abans de la fi de la guerra, en el que moriren desenes de civils.

### Des de MINURSO
En els voltants de Tifariti s'han habilitat una pista d'aterratge de l'ONU i una base per a les forces de pau de la MINURSO. Des de la presència de les tropes internacionals s'han estat duent a terme petits esforços per habilitar la zona davant una possible fi del conflicte, com la reconstrucció d'una escola i un petit hospital anomenat Hospital Navarra, (gràcies a l'ajuda econòmica aportada en 1999).
En octubre de 2002, el Front Polisario va realitzar en Tifariti el seu XI Congrés, triant als membres del seu Secretariat Nacional i del parlament en l'exili del Consell Nacional Sahrauí, reelegint també a Mohamed Abdelaziz com a Secretari General. Des de llavors, ha estat la seu habitual dels Congressos del Front Polisario i diverses commemoracions sahrauís.
En 2005, durant la commemoració dels 32 anys de la creació del Front Polisario, es va començar a construir en la localitat el Parlament Sahrauí al costat d'uns 150 habitatges, gràcies en part a una important ajuda econòmica d'Espanya, amb la representació de diversos parlamentaris espanyols, algerians i sahrauís locals o dels campaments de refugiats de Tindouf. A partir d'aquesta data, la ciutat comença a dotar-se de nous equipaments: en 2006 es reinaugura l' Hospital Navarra, en 2007 una mesquita; en 2008 s'inaugura l'ajuntament, dipòsits d'aigua i un poliesportiu. Al llarg d'aquests anys, el nombre d'habitatges que es construeixen gràcies a l'ajuda econòmica de nombroses províncies espanyoles per al reallotjament dels refugiats de Tindouf, va augmentant de manera significativa.
En 2013, es funda la Universitat de Tifariti i n'és nomenat rector Jatari Hamudi Abdulah.

## Galeria d'imatges

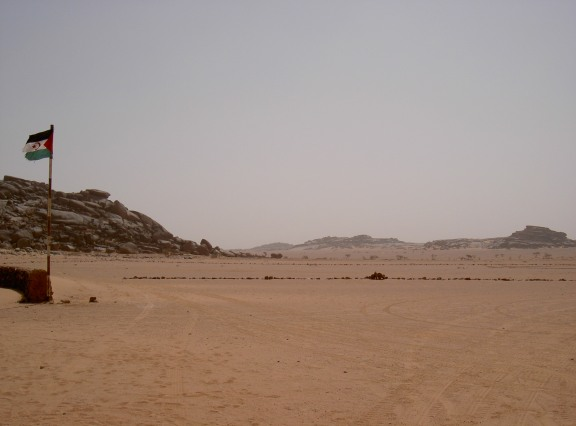
Perifperia Tifariti
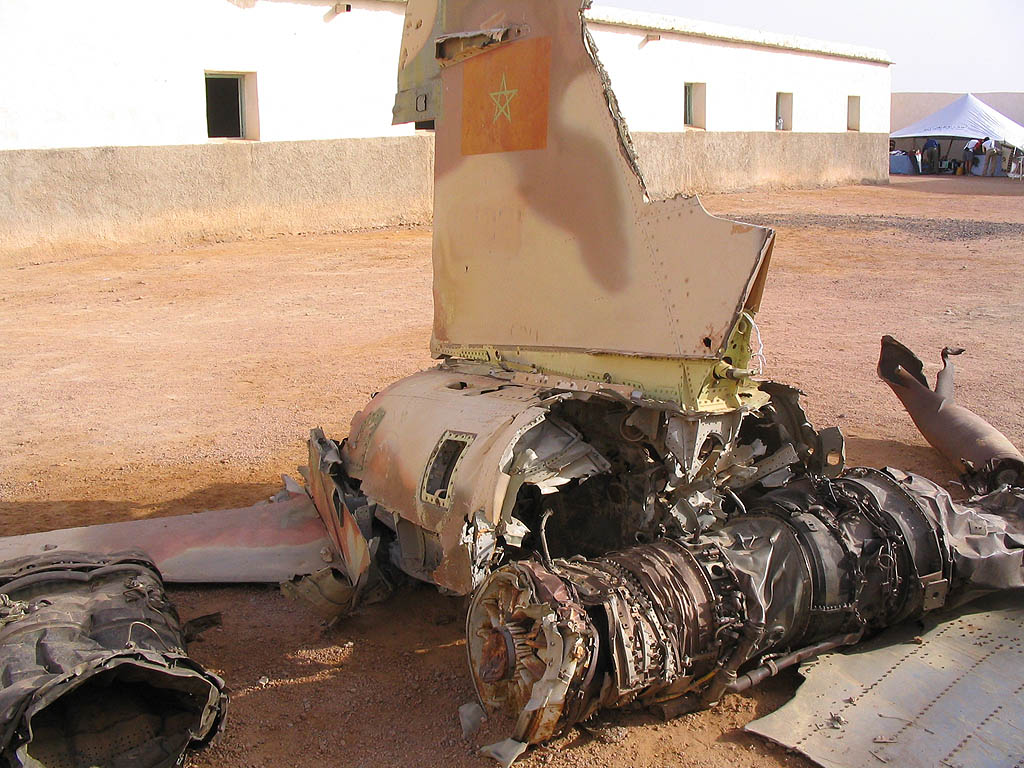
Avió de caça marroquí Mirage F-1 derrocat pel Polisario durant la guerra
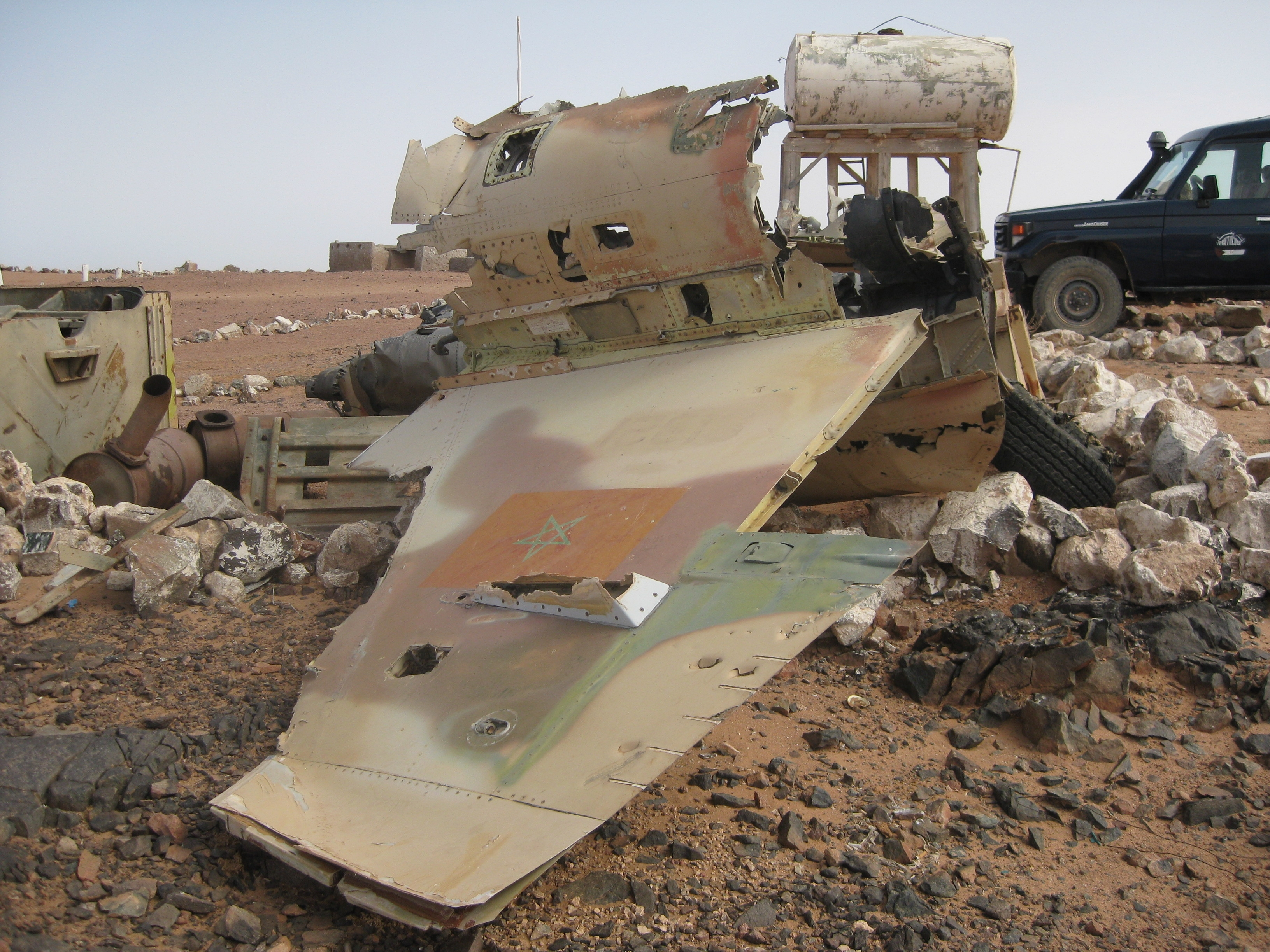
Avió marroquí Northrop F-5 derrocat durant l'ofensiva de Tifariti de 1991
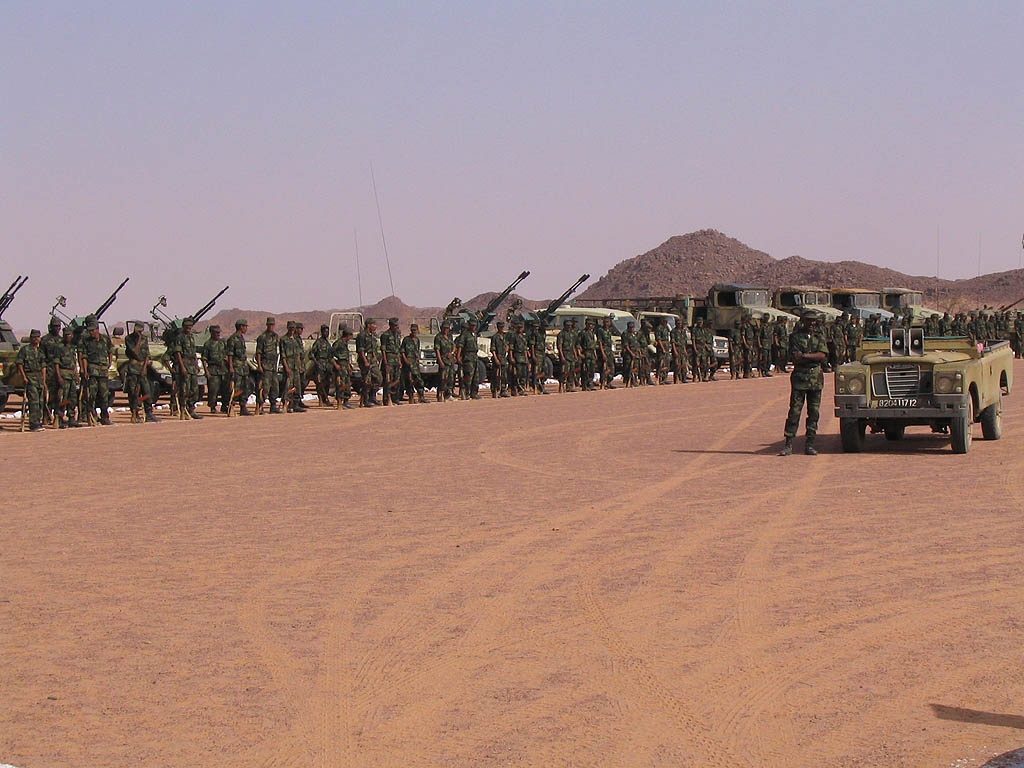
Tropes de l'EPLA a Tifariti durant el 32è Aniversari del Front Polisario (21 de maig 2005)
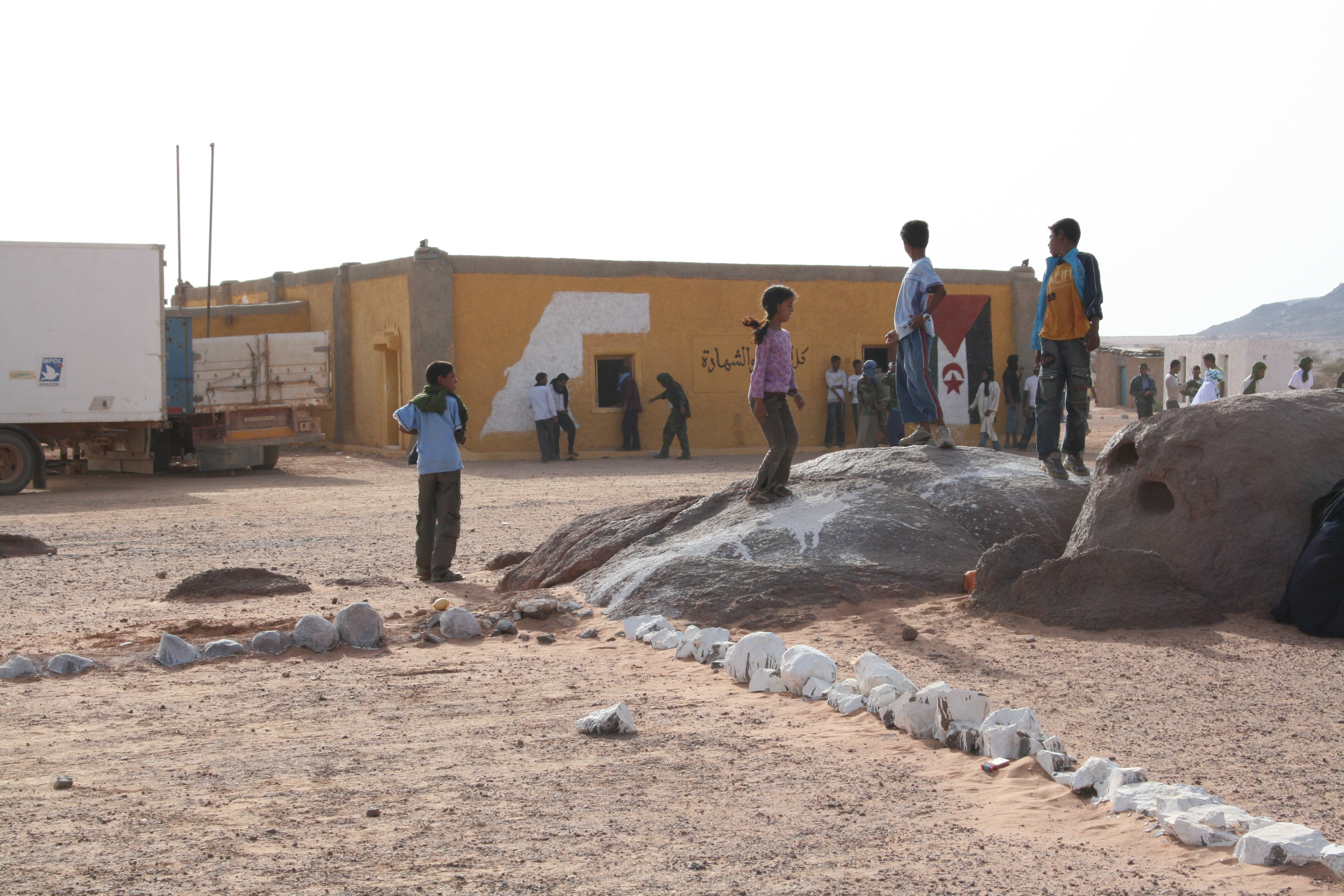
Nens sahrauís dels camps de refugiats a Tifariti, durant la "Universitat d'Estiu" (17 d'agost de 2009)
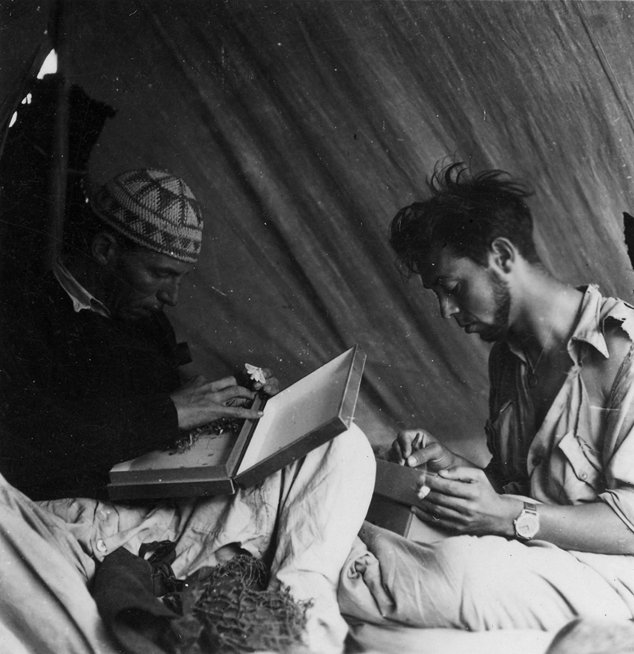
L'entomòleg Eugenio Morales Agacino i els seus ajudants, durant una expedició estudiant la llagosta del desert. Tifariti, Maig de 1942
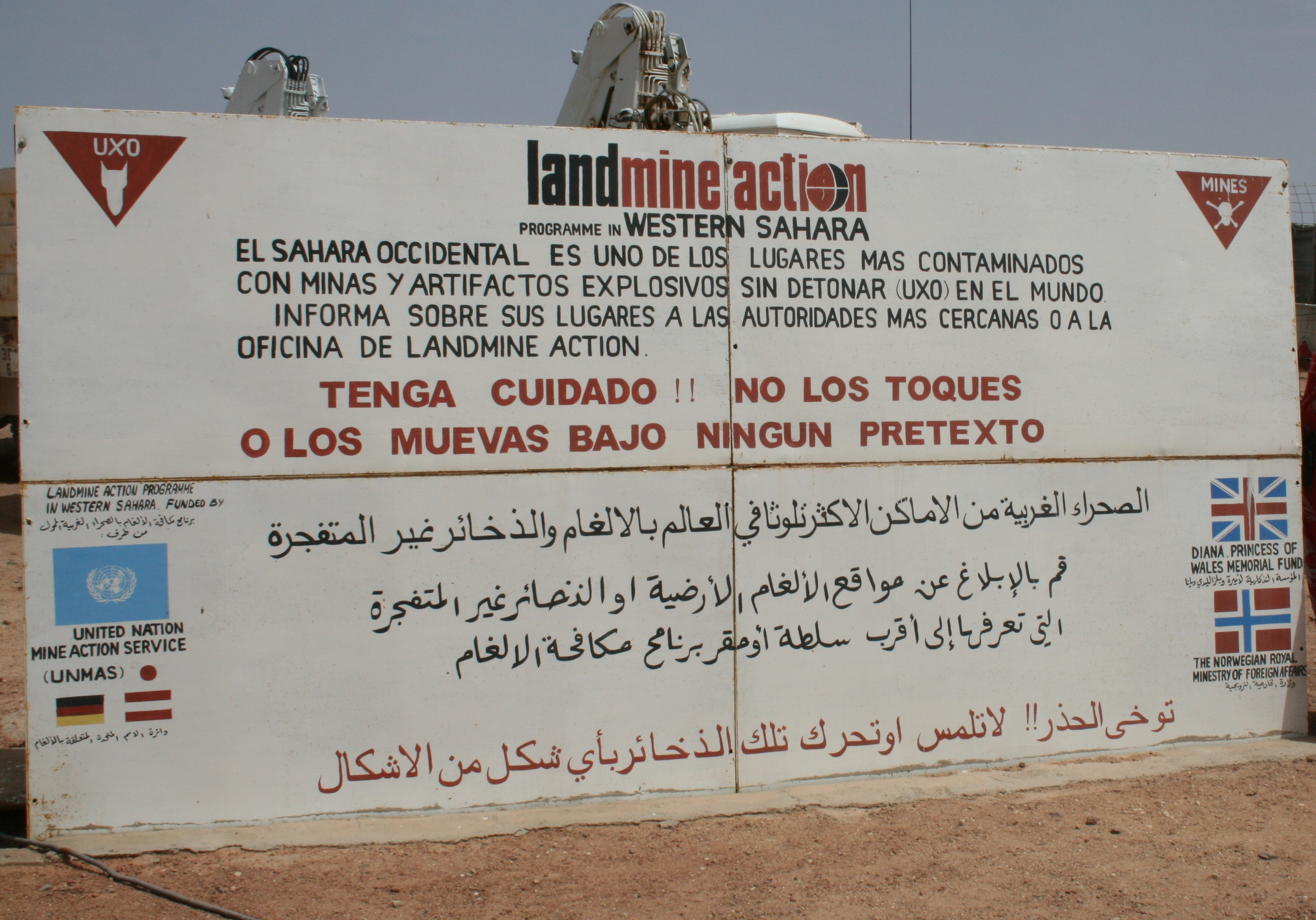
Senyal d'advertència de Landmine Action al Sàhara Occidental. Tifariti, 13 d'agost de 2011
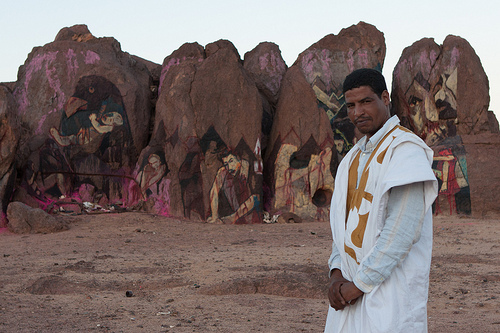
L'artista sahrauí Mohamed Mouloud Yeslem amb el treball "Um Dreiga" a ARTifariti 2010
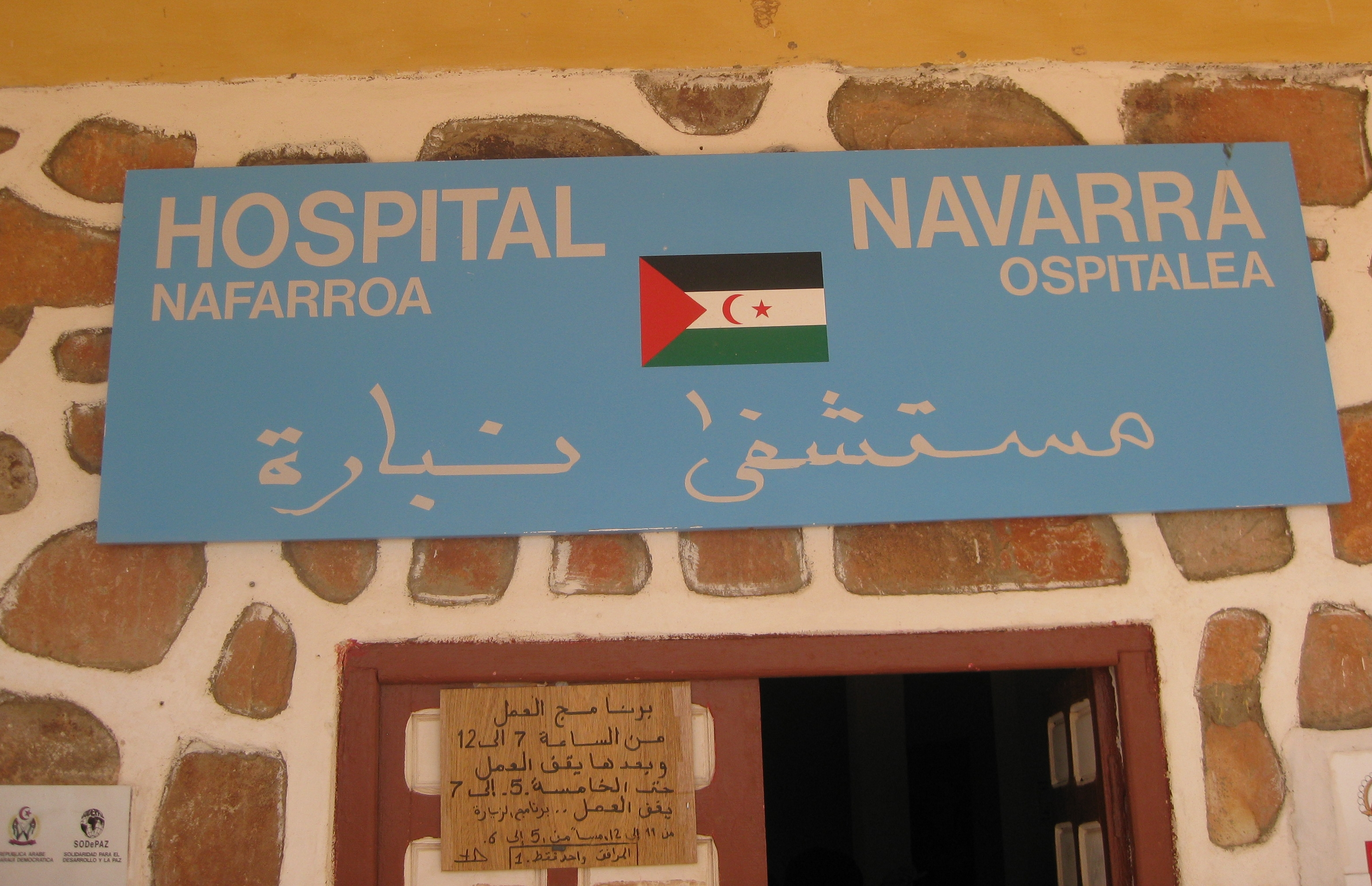
Entrada a l'Hospital de Navarra
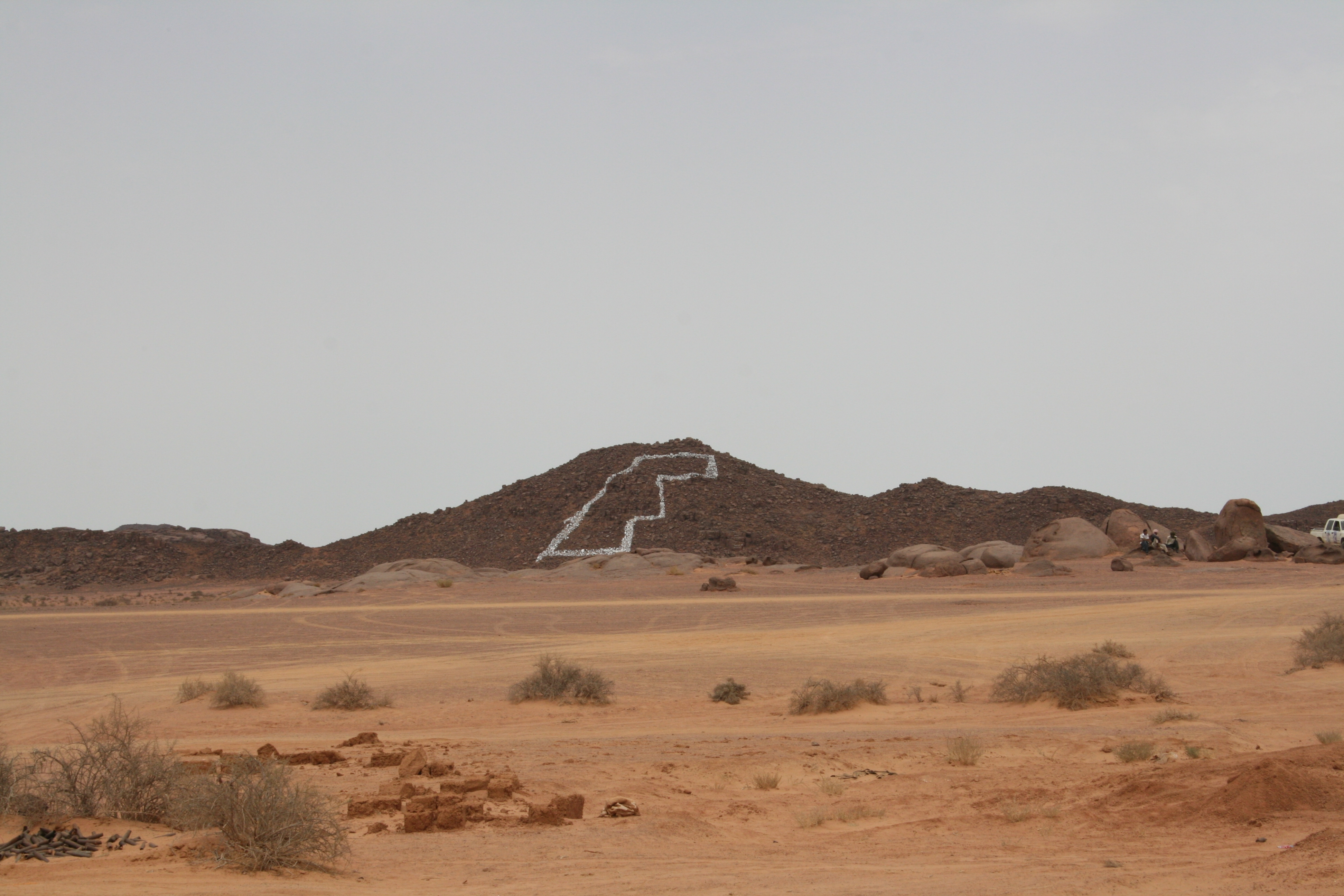
Mapa del Sàhara Occidental a un turó vora Tifariti, 2009

## Agermanaments
- Muaskar
- Aldaia
- Arrasate, Guipúscoa[9]
- Artea, Biscaia[10]
- Bedia[11]
- Carmona
- Dima, Biscaia[12]
- Igorre, Biscaia[13]
- Istán
- Las Gabias[14]
- Los Palacios y Villafranca
- Mislata
- Sevilla
- Trucios-Turtzioz, Biscaia[15]
- Balmaseda, Biscaia
- Venta de Baños
- Agliana
- Loro Ciuffenna
- Pontassieve
- Reggiolo
- Signa
- Tombuctú
- Guédiawaye
- Ndiarème
- Arusha
- Mbeya
- Mwanza,
- Sumbawanga
- Tanga
- Libertador de Caracas
- Caroní, Bolívar (des del 25 de juliol de 2011)[16]